# Кемал Карахоџић
Кемал Карахоџић (Бачка Топола, 26. јул 1989) је босанскохерцеговачко-српско-мађарски кошаркаш. Игра на позицији центра, а тренутно наступа за мађарски клуб Дуна. Његов млађи брат Кенан такође се бави кошарком.